# Joe Don Baker
Joe Don Baker (Groesbeck, 12 febbraio 1936 – Los Angeles, 7 maggio 2025) è stato un attore statunitense.

## Biografia
Recitò in tre film della saga di James Bond: in 007 - Zona pericolo (1987) diede volto al mercante d'armi Brad Whitaker, antagonista principale di Bond (interpretato per la prima volta da Timothy Dalton); in GoldenEye (1995) e Il domani non muore mai (1997) impersonò l'agente della CIA Jack Wade, alleato di Bond (interpretato da Pierce Brosnan). 
Interpretò inoltre il detective Claude Kersek nel film Cape Fear - Il promontorio della paura (1991), e recitò in Mars Attacks! (1996), diretto da Tim Burton.
Apparve anche in diverse serie televisive.
Morì a Los Angeles il 7 maggio 2025 all'età di 89 anni a causa di un tumore polmonare.

## Filmografia parziale

### Cinema
- Le pistole dei magnifici sette (Guns of the Magnificent Seven), regia di Paul Wendkos (1969)
- Adam at Six A.M., regia di Robert Scheerer (1970)
- Uomini selvaggi (Wild Rovers), regia di Blake Edwards (1971)
- Bentornati a casa ragazzi (Welcome Home, Soldier Boys), regia di Richard Compton (1971)
- L'ultimo buscadero (Junior Bonner), regia di Sam Peckinpah (1972)
- Un duro per la legge (Walking Tall), regia di Phil Karlson (1973)
- Chi ucciderà Charley Varrick? (Charley Varrick), regia di Don Siegel (1973)
- Organizzazione crimini (The Outfit), regia di John Flynn (1973)
- I sette aghi d'oro (Golden Needles), regia di Robert Clouse(1974)
- Senza capo d'accusa (Framed), regia di Phil Karlson (1975)
- Uccidete Mister Mitchell (Mitchell), regia di Andrew V. McLaglen (1975)
- Percorso infernale (Checkered Flag or Crash), regia di Alan Gibson (1977)
- Il branco (The Pack), regia di Robert Clouse (1977)
- Speed Interceptor III (Speedtrap), regia di Earl Bellamy (1977)
- Il migliore (The Natural), regia di Barry Levinson (1984)
- Fletch - Un colpo da prima pagina (Fletch), regia di Michael Ritchie (1985)
- 007 - Zona pericolo (The Living Daylights), regia di John Glen (1987)
- Leonard salverà il mondo (Leonard Part 6), regia di Paul Weiland (1987)
- Legge criminale (Criminal Law), regia di Martin Campbell (1988)
- Children - Ragazzi (The Children), regia di Tony Palmer (1990)
- Cape Fear - Il promontorio della paura (Cape Fear), regia di Martin Scorsese (1991)
- Il distinto gentiluomo (The Distinguished Gentleman), regia di Jonathan Lynn (1992)
- Giovani, carini e disoccupati (Reality Bites), regia di Ben Stiller (1994)
- Congo, regia di Frank Marshall (1995)
- GoldenEye, regia di Martin Campbell (1995)
- Mars Attacks!, regia di Tim Burton (1996)
- Torbide ossessioni (Underneath), regia di Steven Soderbergh (1996)
- Il domani non muore mai (Tomorrow Never Dies), regia di Roger Spottiswoode (1997)
- Hazzard (The Dukes of Hazzard), regia di Jay Chandrasekhar (2005)
- Mud, regia di Jeff Nichols (2012)

### Televisione
- Honey West – serie TV, episodio 1x15 (1965)
- Squadra speciale anticrimine (The Felony Squad) – serie TV, episodio 2x11 (1967)
- Bonanza – serie TV, episodio 10x04 (1968)
- The Outsider – serie TV, episodio 1x04 (1968)
- Lancer – serie TV, 3 episodi (1968-1970)
- Ai confini dell'Arizona (The High Chaparral) – serie TV, episodio 4x17 (1971)
- Le strade di San Francisco (The Streets of San Francisco) – serie TV, episodio 1x22 (1973)
- L'ispettore Tibbs (In the Heat of the Night) – serie TV, 4 episodi (1989)

## Doppiatori italiani
Nelle versioni in italiano delle opere in cui ha recitato, Joe Don Baker è stato doppiato da:
- Renato Mori in Fletch - Un colpo da prima pagina, Giovani, carini e disoccupati
- Alessandro Rossi in 007 - Zona pericolo, Cape Fear - Il promontorio della paura
- Glauco Onorato in GoldenEye, Il domani non muore mai
- Pietro Biondi in Congo, Mars Attacks!
- Michele Gammino in L'ultimo buscadero
- Giancarlo Maestri in Un duro per la legge
- Gianni Giuliano in Organizzazione crimini
- Marcello Tusco in Chi ucciderà Charley Varrick?
- Angelo Nicotra ne Il migliore
- Gabriele Carrara in Armato per uccidere
- Rino Bolognesi in Children - Ragazzi
- Franco Zucca ne Il distinto gentiluomo
- Luciano De Ambrosis in Hazzard
- Paolo Buglioni in Mud